# Sam Childers
Sam Childers (Grand Forks, 1962) è un attivista statunitense.
Ex tossicodipendente ed ex membro degli Outlaws MC, Childers si è convertito al cristianesimo e si è dedicato a salvare i bambini nelle zone di guerra del Sudan del Sud.

## Biografia
Cresciuto tra alcol e marijuana, Childers entra nel gruppo motociclistico degli Outlaws MC. Negli anni novanta si converte al cristianesimo e decide di viaggiare per l'Africa, dove è testimone degli orrori perpetrati dall'Esercito di Resistenza del Signore. Aiutato dalla moglie Lynn, Childers fonda l'associazione umanitaria Angels of East Africa, con la quale trae in salvo centinaia di bambini tra Sudan e Uganda.
La vita di Childers è stata raccontata nel libro Another Man's War: The True Story Of One Man's Battle To Save Children In The Sudan, pubblicato da Thomas Nelson nel 2009. I diritti del volume sono stati acquisiti da Lions Gate Entertainment per la realizzazione del film Machine Gun Preacher, diretto da Marc Forster con sceneggiatura di Jason Keller e con Gerard Butler nel ruolo di Childers.